# フォーカス (アリアナ・グランデの曲)
「フォーカス」（Focus）は、アメリカ合衆国の歌手アリアナ・グランデの楽曲。2015年10月30日にシングルがリリースされた。

## 概要
リリース当時、制作中のアルバムは『ムーンライト』と称し、この曲も『ムーンライト』の先行シングルとしてリリースされた。しかし、2016年になってアルバム名が『ムーンライト』から『デンジャラス・ウーマン』に変更され、コンセプトがより洗練された。同時にこの曲もアルバムへの収録が見送られることとなった。収録されないことになった理由として、前作『マイ・エヴリシング』の流れに沿ったスタイルであることが挙げられた。ただし、日本盤の『デンジャラス・ウーマン』にはボーナストラックとして収録されることが決定されている。
曲中で”Focus on me"と発している男性の声は、俳優のジェイミー・フォックスの声である。
全米シングルチャートBillboard Hot 100では最高7位、日本のビルボードチャートJapan Hot 100では19位を記録している。
カナダのミュージシャンマイク・トンプキンスと、米国の歌手クリスティーナ・グリミーがアカペラでカバーしている。トンプキンスのアルバム『Season Two』に収録されている。

### 日本版MV
日本では、タカラトミーの着せ替え人形「リカちゃん」を登場させた日本版オリジナルミュージックビデオが制作された。内容は、アリアナ・グランデに憧れるリカちゃんが（日本版オリジナルの）ミュージックビデオの世界に入り込むというもので、「リカちゃん」が海外アーティストのミュージックビデオに登場するのはこれが初となる。なお、出演したリカちゃんは同年6月18日発売の「リカビジューシリーズ」の「ルミナスピンク」である。

## 収録曲
CDシングル（日本国内のみ）
1. フォーカス
2. フォーカス（カラオケ・バージョン）
3. アリアナから日本語メッセージ

デジタル・ダウンロード
1. フォーカス